# Capasa abstractaria
Capasa abstractaria är en fjärilsart som beskrevs av Walker 1862. Capasa abstractaria ingår i släktet Capasa och familjen mätare. Inga underarter finns listade i Catalogue of Life.